# Varaz-Vzur d'Armènia
Varaz-Vzur o també Varaz-Buzurg va ser marzban d'Armènia de l'any 580 al 581.
Segons l'historiador Sebeos després de Tahm-Khusro va governar Varaz-Vzur, que va lliurar una batalla a Uthmus al Vanand. Va sofrir una derrota inicial però va acabar per guanyar. Després d'estar-se un any en aquell lloc, va marxar. Segons René Grousset, es tractava d'una escaramussa sense importància entre els armenis i els perses.
El 581 el va substituir el gran aspet (aspahbadh) Pahlav.